# 松基三井
松基三井是大庆油田发现井，位于黑龙江省大庆市大同区高台子镇永跃村旁，由大庆油田有限责任公司第五采油厂第五油矿高四队管理。进尺1461.76米，累计生产原油1.01万吨。松基三井标志着发现了高台子油田，为松辽盆地找油勘探找到了首个落脚点，为开启松辽石油大会战立功。

## 历史
1958年7月，石油工业部根据主任地质师张文昭、地质师杨继良、基准井研究队长钟其权的提议，审查批准了松辽石油勘探局编制的第二个五年规划和1959年的工作安排，把松基三井列为核心工作。1958年9月4日，由张文昭、钟其权拟定井位意见书，依据是该地为电法高的隆起区，反映地下存在一个背斜构造。根据地质部长春物探大队地震反射资料确认高台子构造是大隆起上的圈闭，1958年9月24日松辽石油勘探局以松油勘地（58）字第0152号文件补充松基三井井位选定依据。1958年10月现场踏勘在高台子镇附近初步确定了松基三井井位。之后又根据明水县物探大队地震队4条地震测线圈出的高台子构造图对原定井位作了微调。1958年11月29日，石油工业部第333号文件批复同意松基三井井位定在现大同区高台子镇永跃村旁。1958年初冬到1959年开春，石油工业部的苏联石油地质顾问布罗德多次亲自到松辽盆地进行考察，肯定在高台子构造上布井最有希望发现油气藏。1959年2月，石油地质两部联合召开松辽盆地石油勘探协作会议，石油工业部部长余秋里与地质部第一副部长何长工联手做了分工协作的勘探部署.

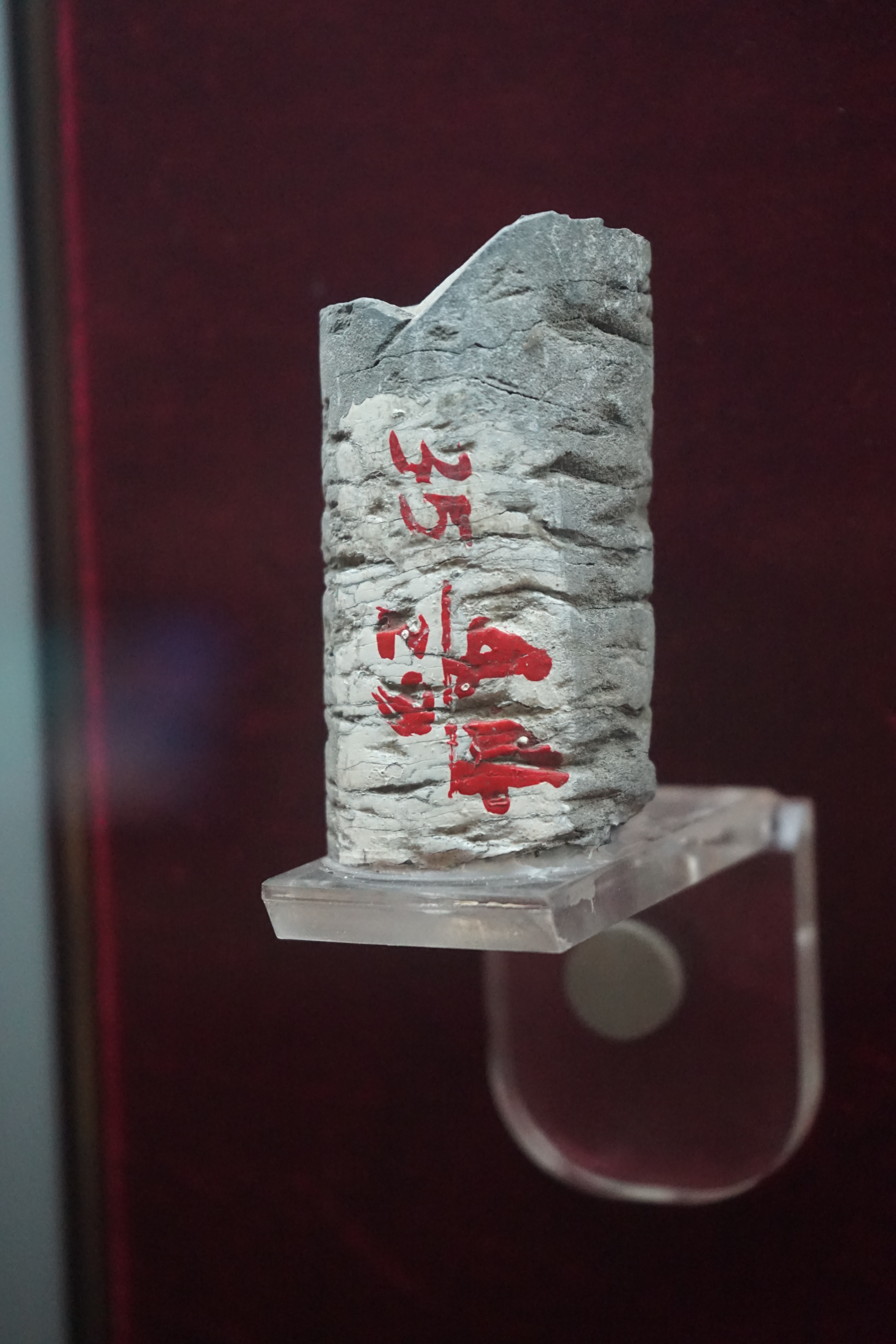
松基三井岩芯，现藏大庆油田历史陈列馆

承担钻井任务的32118钻井队，队长包世忠带领下于1958年3月从位于安达县任民镇以东的松基一井搬到松基三井，于1959年4月11日正式开钻。共进尺1461.76米。平均岩心收获率为49.1%，其中共发现4组油层，并且8月21—27日两次在循环泥浆过程中带出了原油。技术装备和追求速度的原因，在845—857井段发生了5—6度的井斜，事实上已经无法按原设计完成3200米井深。1959年7月20日钻深1050米白垩系姚家组地层时停钻取芯202.51米，见到含油显示层3.15米。石油工业部的苏联石油总地质顾问米尔钦科认为油井显示很好。余秋里决定松基三井停钻试油，在固井专家彭佐猷指导下松基三井固井。1959年8月29日完井。射开油层之后无声无息，康世恩指示用提捞法排干井筒里的清水，降低井筒液柱压力。1959年9月26日上午松基三井液面恢复到井口并出现涌动声，16时一股棕褐色的油流从地下喷涌而出，测试日产原油13.02吨。
1960年2月，经不同工作制度试采，证明松基三井可长期稳产且具有工业开采价值。测试平均日产油量14.7吨。1986年5月22日，松基三井开始见水，初含水6.4%。1988年4月27日到7月25日，先后组织作业打捞、井下调查和大修，发现817.29米以下套管多处错断，无法修复完井，1988年7月25日关井停产。
1986年，松基三井被列为省级文物保护单位。1989年9月26日，松基三井纪念碑落成剪彩，康世恩题写了碑文“大庆油田发现井——松基三井”。2001年6月25日，由中国国务院公布为第五批全国重点文物保护单位。是中国文物保护单位中，建筑年代最近的文物之一。

## 大庆油田第一井
松基三井是大庆油田的第一口发现井，但不是大庆油田的第一口井。从1955年开始的松辽盆地油气勘探，设在长春市的地质部松辽石油普查大队和石油工业部松辽石油勘探局巨量投资的地质普查，发现了许多生成油气的地质迹象。1957年在松辽盆地中心区域部署钻取岩心的基准探井，以便尽快查明地层的沉积状态，为寻找油气的富集区指示方向。1957年冬确定了第一口基准井的位置在黑龙江省安达县吉星岗镇和星村赵家屯附近，定名为松基一井。1958年初夏，石油工业部从玉门油田抽调了两部苏联制造的乌德重型钻机，组建了32115和32118两支钻井队，承担钻探松辽基准井的任务。1958年7月9日，32118钻井队正式开始松基一井钻井，四个多月后达到了1879米的深度，取出的岩心中意外地出现了基岩隆起的物证，说明松基一井的位置选在了松辽盆地的翼部，钻穿了沉积岩层。近一年钻井深度达二千三百多米，由于技术等原因未钻到计划深度三千二百米，但这一深度已经穿越六个小油层。发现了大段的生油层和砂岩储油层，还有能够封存住油气不至于跑掉的泥岩盖层。下套管至一千八百米时出现技术、材料等方面的故障因而停工，1959年3月22日固井，此时油井其他状况正常，只是未见油流。1963年井队看守人员全部撤走。七十年代和八十年代大庆石油管理局又派专业技术人员复测过此井。目前松基一井井管和井台保持良好。
1958年4月17日，地质部的502钻机在吉林省前郭旗达里巴村钻出了油砂，证明松辽盆地的白垩纪地层确实生成了石油。 
1958年8月6日，32115钻井队开始松基二井钻井，井位在登娄库构造的高点。松基二井拖延到1959年的9月15日才在2787.63米的深度最终完钻。   